# سيمرغ (صاروخ)
سيمرغ (بالإنجليزية: SIMORGH)‏ هو مركبة إطلاق مُستهلك إيرانية الصنع ذات أربع محركات حامل للأقمار الصناعية. كشف الرئيس الإيراني محمود أحمدي نجاد عن المشروع في 3 فبراير 2010، كجزء من الاحتفالات بالذكرى السنوية الأولى لإطلاق أوميد، أول قمر صناعي إيراني يُطلق محليًا. وأُطلق لأول مرة في 19 أبريل 2016.وفي 27 يوليو 2017 أُعلن عن نجاح اختبار اطلاقه. ويَستَخدِم هذا الصاروخ الوقود السائل ومهمته الأولى وضع القمر الصناعي الإيراني (طلوع) بكتلة تبلغ حد أقل 100 كيلوغرام في مدار على ارتفاع حد أقل 500 كيلومتر وزاوية ميلان 55 درجة ولديه قدرة على وضع أقمار بكتل تبلغ 800 كيلوغرام في مدارات قريبة من الأرض. يبلغ وزن صاروخ سيمرغ 85 طناً وقطره 2/5 متر أما طوله فيبلغ 27 متراً.

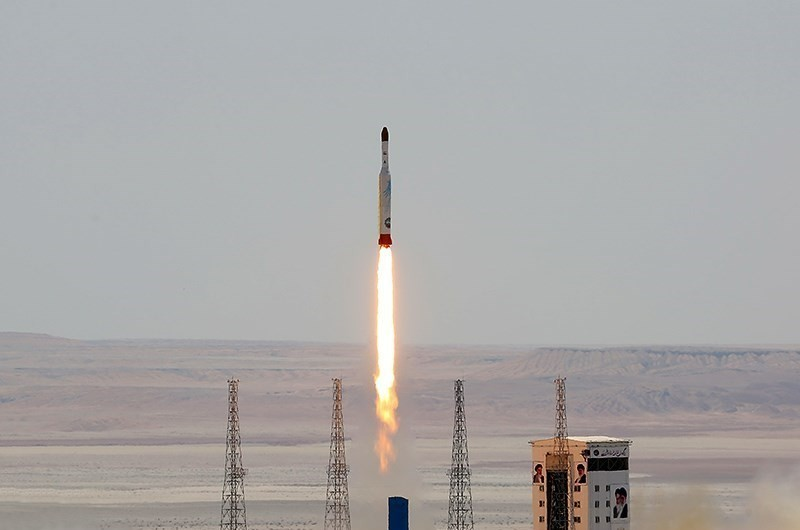
صاروخ سيمرغ الحامل للأقمار الصناعية اثناء الإطلاق من قاعدة الإمام الخميني الفضائية سنة 2017م

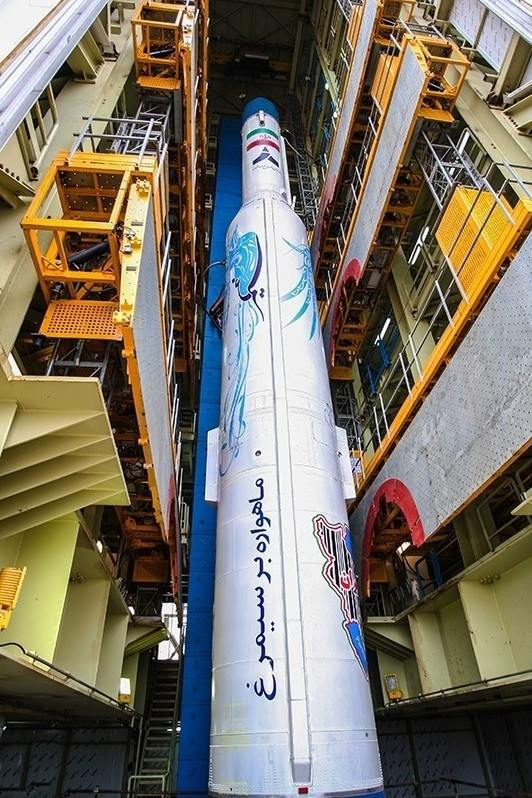
صاروخ سيمرغ في برج الخدمة قبل الإطلاق

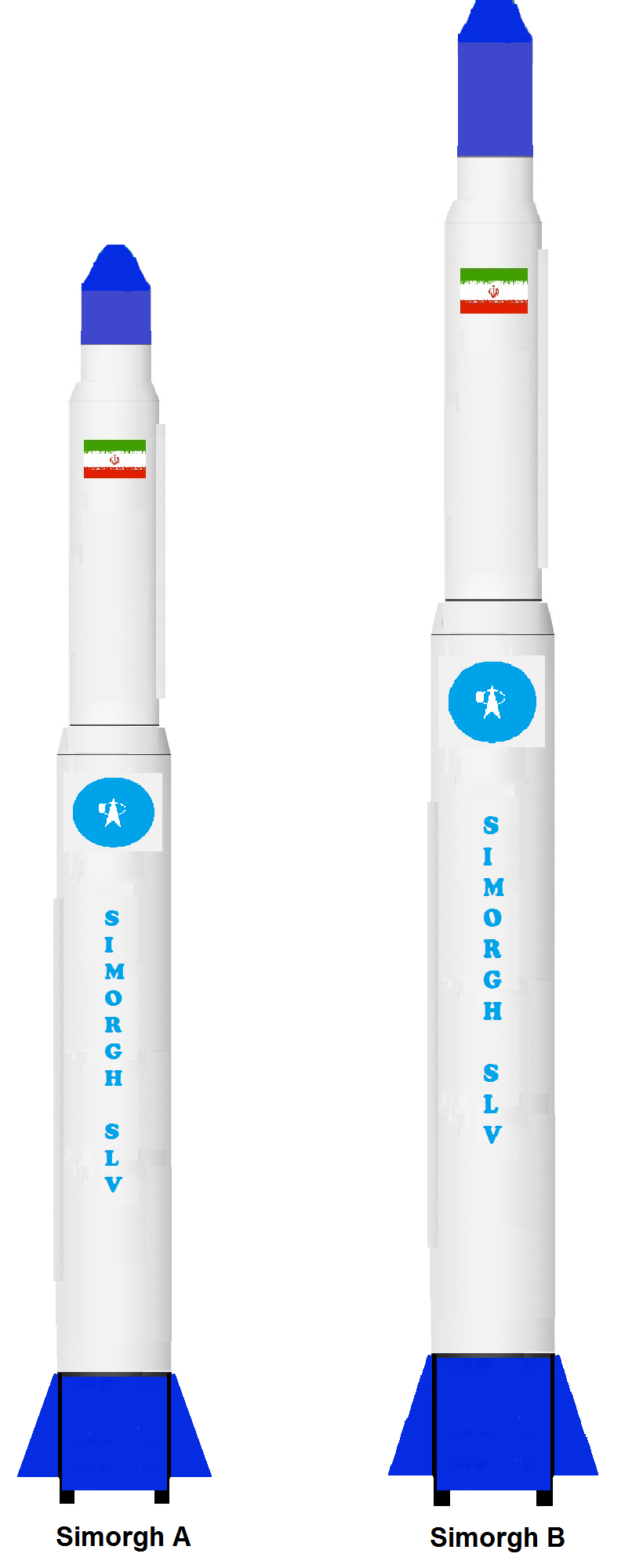
صاروخ سيمرغ الحامل للأقمار الصناعية ذو الأربع محركات بنموذجين A وB

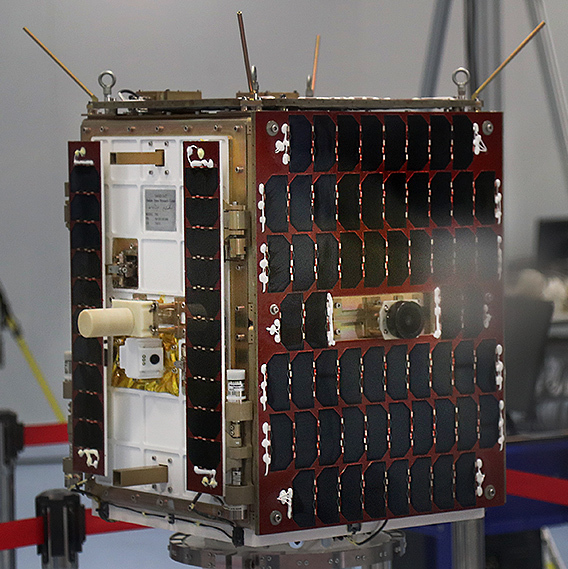
القمر الصناعي الوطني الإيراني ناهيد-1 المخصص للاتصالات

## سبب التسمية
لقد أُطلِق اسم سيمرغ على هذا الصاروخ الحامل للأقمار الصناعية تيمناً باسم المخلوق من الأساطير الفارسية.

## المُصَنِع
لقد تم تصميم وتصنيع الصاروخ الحامل للأقمار الاصطناعية سيمرغ في إطار تحقيق جانب من أهداف البرنامج الفضائي الإيراني من قبل العلماء والخبراء في منظمة الصناعات الجو-فضائية التابعة لوزارة الدفاع وإسناد القوات المسلحة الإيرانية.

## الخصائص
يبلغ طول صاروخ سيمرغ 27 متراً، ووزنه 85 طناً وقطره 2/5 متر أما وزنه أثناء الانطلاق فيصل إلى ما يقارب 100 طن، وتبلغ قوة نظامه للدفع الذي يعمل بالوقود السائل، في حين تبلغ سرعته 7500 متر في الثانية.

## موقع الإطلاق
كشفت طهران عن صاروخ سيمرغ لحمل المركبات إلى الفضاء في فبراير 2010 إلا أنها لم تكشف عن موقع إطلاق الصاروخ، غير أن مجموعة جينز ذكرت أنها لاحظت في صورة للأقمار الصناعية التُقِطَت في 6 فبراير موقعاً جديداً لإطلاق الصواريخ على بعد أربعة كيلومترات شمال شرق موقع سيمنان.

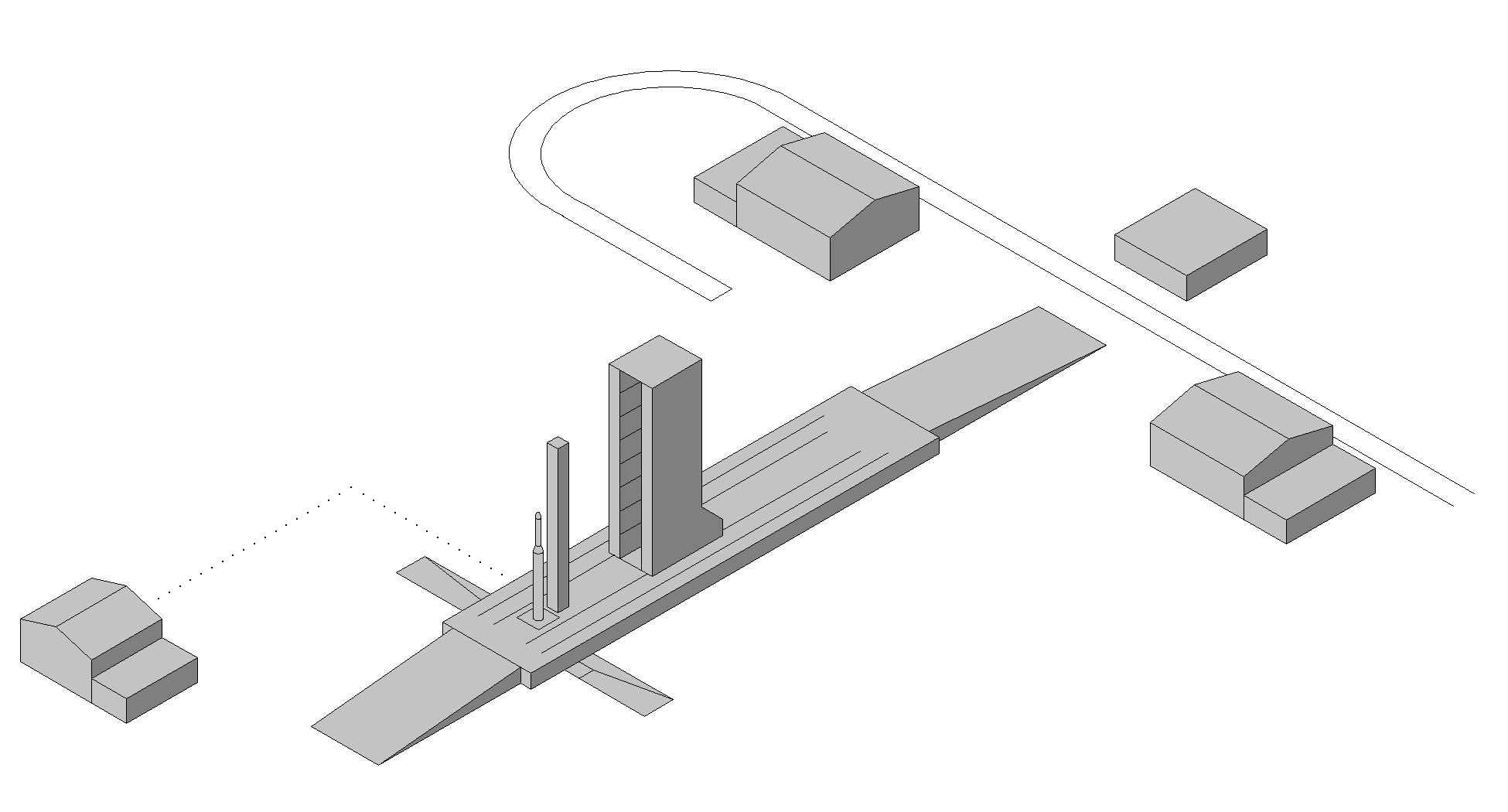
رسم توضيحي لقاعدة الإمام الخميني الفضائية التي تم فيها إطلاق صاروخ سيمرغ سنة 2017

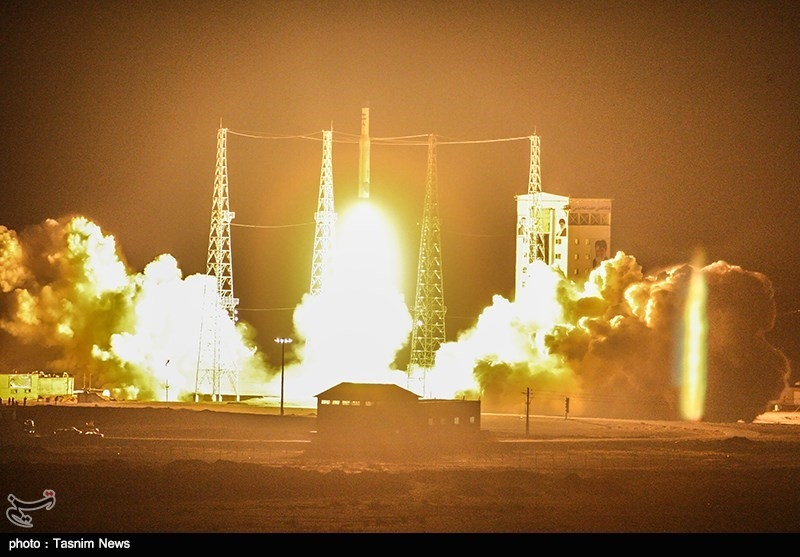
صاروخ سيمرغ أثناء إطلاق القمر الصناعي بيام

## المهمة الرئيسية
تتجلى المهمة الأولى لصاروخ سيمرغ في وضع القمر الصناعي طلوع بكتلة تبلغ حد أقل 100 كيلوغرام في مدار على ارتفاع حد أقل 500 كيلومتر وزاوية ميلان تصل إلى 55 درجة ولديه قدرة على وضع أقمار بكتل تبلغ 800 كيلوغرام في مدارات قريبة من الأرض أو مدار ليو باستخدام الجيل الجديد من محركات الوقود السائل.

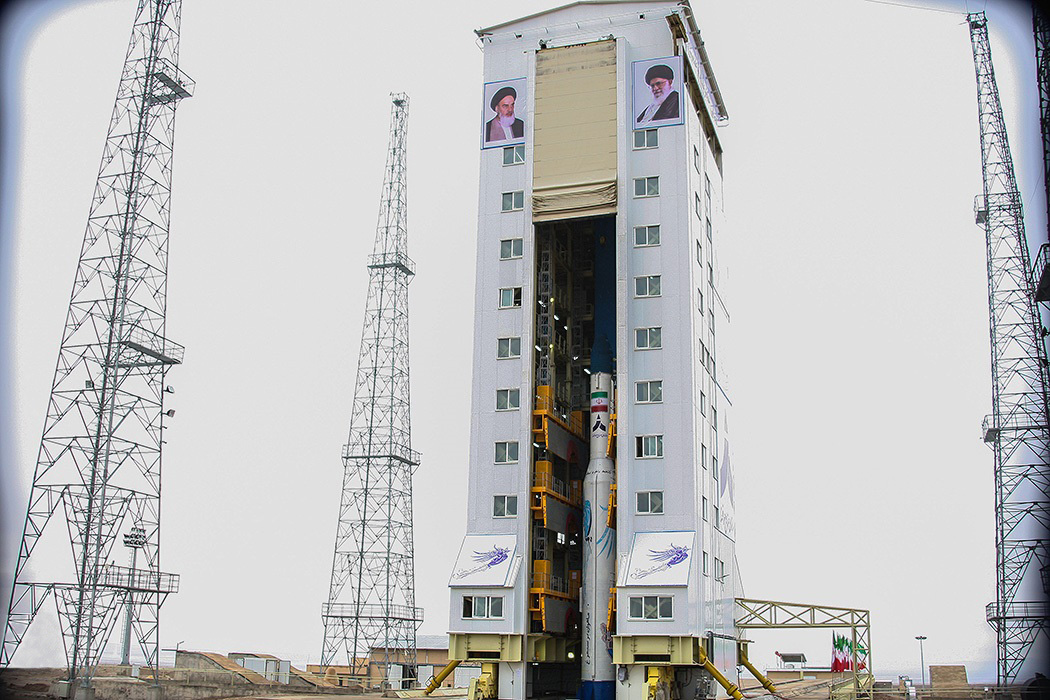
صاروخ سيمرغ أثناء الاستعدادات للإطلاق

## مهام أخرى
المهمة الرئيسية لهذا الصاروخ الحامل من خلال تصميمه هو إرسال أقمار صناعية للفضاء. ولكن التقنية المستخدمة مطابقة فعلياً للصواريخ البالستية العابرة للقارات، ويمكن استخدامها لإطلاق جهاز نووي على اهداف تبعد آلآف الاميال وذلك وفقاً لمحللين في مؤسسة الدفاع عن الديمقراطيات في عاصمة الولايات المتحدة الأمريكية واشنطن.

## ردود الفعل
الولايات المتحدة : أدانت الولايات المتحدة الأمريكية إطلاق إيران صاروخ "سيمرغ"، ووصفته بأنه عمل استفزازي يهدد الأمن والاستقرار في المنطقة وينتهك قرارات مجلس الأمن الدولي والاتفاق النووي.